# Бюлов, Дитрих Генрих
Адам Дитрих Генрих фон Бюлов (нем. Adam Heinrich Dietrich Freiherr von Bülow; 1757, Фалькенберг, Альтмарк — 1807, Рига)  — прусский военный теоретик, автор сочинений по стратегии, один из классиков военной литературы.
В молодости служил в прусской армии, затем — в голландской.
Ввёл различение стратегии и тактики в военной теории, выступал за изменение способов ведения войны исходя из новых условий.
Его взгляды на действия Пруссии и России в наполеоновских войнах вызвали недовольство и репрессии со стороны правящих кругов двух стран, что, предположительно, привело к его гибели. Критиковал Кутузова за компанию 1805 года.
Важнейшее сочинение — «Дух новейшей военной системы».

## Биография
Адам Дитрих Генрих фон Бюлов родился в 1757 году в городке Фалькенберг в земле Саксония-Анхальт; младший брат генерала Фридриха Вильгельма фон Бюлова. 
В 1773 – 1786 служил в прусской армии, затем некоторое время – в армии Нидерландов. Пытался заниматься театральной деятельностью, дважды бывал в США, а также в Англии и Франции. С 1804 года проживал в городе Берлине.
Автор известного стратегического сочинения «Дух новейшей военной системы». За памфлет «Поход 1805 года» о кампании 1805 года, содержавший резкие выпады против Кутузова, Бюлов был заключён в Кольбергскую крепость, а затем выдан русскому правительству и отправлен морем в Ригу. Дальнейшая судьба его неизвестна. Существует версия, что он умер во время переезда в Ригу от болезни или от ран.
Кроме вышеназванных сочинений им написаны еще «Lehrsätze des neueren Krieges»; «Gustav Adolphs Feldzug in Deutschland»; «Blicke auf zukünftige Begebenheiten» и др.
Адам Дитрих Генрих фон Бюлов умер в 1807 году в городе Риге.

## Вклад в военную науку
Обосновал термин «стратегия», дал разделение стратегии от тактики; ввёл учение об операционном базисе.

## Сочинения
- Бюлов А. Г. Д. [militera.lib.ru/science/bulow/index.html Дух новейшей военной системы] = Bülow A. Geist des neuern Kriegssystems, hergeleitet aus dem Grundsatze einer Basis der Operationen. — Hamburg, 1805. — Стратегия в трудах военных классиков. — М.: Госвоениздат, 1926. — Т. 2.